# Philippe de La Genardière
Philippe de La Genardière est un écrivain français né à Salon-de-Provence en 1949.

## Biographie
Philippe de La Genardière est né en 1949 à Salon-de-Provence. Son enfance, puis son adolescence, durant lesquelles il étudie le violoncelle, se partagent entre la Provence, la Bourgogne et la région parisienne. Après des études de lettres à la Sorbonne, il accomplit, au titre de la coopération, un séjour de deux ans en Iran (1974-1976) comme lecteur de français à l’université de Chiraz.
De retour en France, il entre aux éditions Flammarion, où il travaille aux côtés de Bernard Noël (collection « Textes ») et de Jean Ristat (revue « Digraphe ») et où il publie ses premiers livres : Battue (1979), La Nuit de l’encrier (1981), Naître (1983).
En 1983, Maurice Nadeau l’accueille à La Quinzaine littéraire, où parallèlement à son travail d’écrivain, il entame une activité de critique littéraire, avant d’être nommé pensionnaire de la Villa Médicis à Rome. Il y restera deux ans (1984-1986) et y écrira son épopée Le Roman de la communauté (1987).
Revenu à Paris, il reprend sa participation à La Quinzaine littéraire, puis collabore aux Lettres françaises, le grand journal d’Aragon que Jean Ristat tente de relancer. Onirique toujours, jusqu’au fantastique parfois, son œuvre prend alors un tour plus romanesque, où s’entremêlent la question des origines (le corps, la famille, l’idéologie) et l’interrogation sur l’Histoire, son héritage, sa violence. C’est la suite initiée par Scène primitive (1989) et poursuivie avec Legs (1991), Morbidezza (1994) puis Gazo (1996).
An début des années 2000, Philippe de La Genardière rejoint la rédaction du Canard enchaîné, où, sous le pseudonyme d’Igor Capel, il collabore à la rubrique littéraire du journal. Loin des courants alors en vogue (autofiction, nouveau réalisme, etc.), son écriture, de plus en plus lyrique, tente de donner corps aux interrogations de l’homme dans un monde en pleine mutation. En témoignent les œuvres de cette période : Simples mortels (2003), L’Année de l’éclipse (2008) et Roma/Roman (2013).

### Prix
- 2008 : grand prix Poncetton

## Œuvres
- Battue, Paris, Flammarion, coll. « Digraphe », 1979, 183 p.  (ISBN 2-08-062511-X)
- La Nuit de l’encrier, Paris, Flammarion, coll. « Digraphe », 1981, 173 p.  (ISBN 2-08-062517-9)
- Naître, Paris, Flammarion, 1983, 172 p.  (ISBN 2-08-064589-7)
- Le Roman de la communauté, Paris, Flammarion, 1987, 241 p.  (ISBN 2-08-064977-9)
- Scène primitive, Paris, Payot, coll. « Romans Payot », 1988, 148 p.  (ISBN 2-228-88095-7)
- Legs, Paris, Stock, coll. « Stock bleu », 1991, 196 p.  (ISBN 2-234-02328-9)
- Morbidezza, Arles, Actes Sud, coll. « Générations », 1994, 180 p.  (ISBN 2-7427-0160-5)[3]
- Le Château d’Azay ou Le Corps perdu, photographies de Stanislav Stanojevic, Paris, Caisse nationale des monuments historiques et des sites, coll. « Monuments en paroles », 1994, 90 p.  (ISBN 2-85822-124-3)
- La Peinture de l’amour, Paris, France Loisirs, 1995, 125 p.  (ISBN 2-7242-9164-6)
- Gazo, Arles, Actes Sud, coll. « Générations », 1996, 208 p.  (ISBN 2-7427-0873-1)[4]
- Le Tombeau de Samson, Arles, Actes Sud, coll. « Un endroit où aller », 1998, 133 p.  (ISBN 2-7427-1664-5)
- Médaillon pour Salins, Besançon, Éditions de l’Imprimeur, coll. « Suite de sites », 2001, 42 p.  (ISBN 2-910735-53-2)
- Simples mortels, Arles, Actes Sud, coll. « Domaine français », 2002, 418 p.  (ISBN 2-7427-4110-0)[5]
- L’Année de l’éclipse, Paris, Sabine Wespieser éditeur, 2008, 490 p.  (ISBN 978-2-84805-065-2)[6],[7],[8] — grand prix Poncetton de la SGDL 2008
- Roma/Roman, Arles, Actes Sud, coll. « Domaine français », 2013, 268 p.  (ISBN 978-2-330-01427-8)
- Mare Nostrum, Arles, Actes Sud, coll. « Domaine français », 2019, 268 p.  (ISBN 978-2-330-11787-0)
- Les Adieux, Arles, Actes Sud, 2025, 208 p.   (ISBN 978-2-330-20071-8)[9]